# Чужиков Віктор Іванович
Віктор Іванович Чужиков (2 листопада 1957, Сімферополь) — український економіст, заслужений діяч науки і техніки України, професор, доктор економічних наук, проректор з науково-педагогічної роботи та міжнародних зв’язків Державного вищого навчального закладу «Київський національний економічний університет імені Вадима Гетьмана» .

## Біографія
Вищу освіту здобув у Сімферопольському державному університеті (нині – Таврійський національний університет імені В. І. Вернадського), який закінчив у 1980 році.
У 1986-1987 роках працював на посаді директора Черкаської спеціалізованої школи № 3.
У 1993 році захистив кандидатську дисертацію в Інституті географії НАН України на тему «Територіальна організація виробничої інфраструктури регіону (на прикладі Черкаської області)» та здобув ступінь кандидата географічних наук за спеціальністю 11.00.02 економічна та соціальна географія.
Впродовж 1989-2000 років працював в Черкаському національному університеті імені Богдана Хмельницького на посадах викладача, доцента, декана факультету підвищення кваліфікації та перепідготовки кадрів
У 2003 році закінчив докторантуру Київського національного економічного університету, захистив дисертацію на тему «Регіональний розвиток у європейському спільному економічному просторі (динамізація та структурні зміни)» та здобув ступінь доктора економічних наук за спеціальністю 08.00.02 — світове господарство і міжнародні економічні відносини.
У 2005-2008 роках очолював Експертну раду з економіки Державної акредитаційної комісії України (нині — Акредитаційна комісія України).
Впродовж  2010-2015 років обіймав посаду завідувача кафедри європейської інтеграції Державного вищого навчального закладу «Київський національний економічний університет імені Вадима Гетьмана».
Впродовж  2011-2016 років очолював низку проектів Жана Моне в Україні.
З 2015 року - проректор з науково-педагогічної роботи та міжнародних зв’язків Державного вищого навчального закладу «Київський національний економічний університеті мені Вадима Гетьмана»
25 червня 2016 року Указом Президента України присвоєно почесне звання «Заслужений діяч науки і техніки України».
На даний час є викладачем Київського національного університету культури і мистецтв.